# Francesco Costabile
Francesco Costabile (Cosenza, 30 septembre 1980) est un réalisateur et scénariste italien.

## Filmographie
- 2022 : Una femmina
- 2024 : Familia

## Distinctions
Son film Una femmina a été particulièrement primé : David di Donatello du meilleur réalisateur débutant et du meilleur scénario adapté en 2022, participation à la Berlinale 2022, nomination pour le meilleur réalisateur à la 77e cérémonie des Rubans d'argent, sélection au Festival du film italien de Villerupt 2022, à la Mostra de Venise 2024 et au festival du film italien de Villerupt 2024,.